# Lilli Lohrer
Lilli Lohrer (* 21. Juli 1894 in Polen; † 13. März 1968 in Los Angeles, Kalifornien, USA), später: Lilli / Lily Lohrer-Bry, war eine deutsche Schauspielerin.

## Leben
Lilli Lohrer wirkte als junge Frau in einem Dutzend Stummfilmen mit, die zwischen 1914 und 1924 entstanden. Darunter war der frühe Fritz-Lang-Film Kämpfende Herzen.
Sie war in erster Ehe mit dem Wiener Theaterschauspieler Richard Duschinsky verheiratet. Nach der Scheidung wurde sie die Frau von Curt Bry, der als Autor und Pianist im Berliner Kabarett Ping-Pong und später in Werner Fincks »Katakombe« gearbeitet hatte. Er schrieb für sie viele Chansons.
Als 1933 in Deutschland die Nationalsozialisten an die Macht kamen, verließ sie mit dem jüdischstämmigen Bry Berlin und ging nach Österreich. Von November 1931 bis zum März 1938 war sie Mitarbeiterin beim Wiener Kabarett Der liebe Augustin, gegründet von der Schauspielerin Stella Kadmon, dem Autor Peter Hammerschlag, dem Zeichner Alex Szekely und dem Musiker Fritz Spielmann, im Keller des Café Prückl.
Nach dem „Anschluss Österreichs“ flohen sie und Bry Ende 1938 zuerst nach Italien und danach in die Niederlande, wo Bry als Kabarettist weiter auftreten konnte. Am 11. November 1939 wanderten sie in die Vereinigten Staaten aus.
Im März 1940 zog Bry nach Los Angeles, wo er mit einer Revue aus der Feder von Friedrich Hollaender noch einmal Erfolg als Kleinkünstler hatte. Lieder von Curt Bry wurden wiederveröffentlicht auf der CD “Fünf Minuten Weltgeschichte – Kabarettchansons von und mit Curt Bry” bei, mit einem Begleittext von Alan Lareau, released 3. Juli 2006. Doch danach fand er keine Arbeit mehr im Unterhaltungsgeschäft und musste sich und seine Frau mit einem Bürojob über Wasser halten.
Lilli, jetzt Lily Lohrer-Bry starb 1968 im Alter von 73 Jahren in Los Angeles. Sie wurde auf dem Hollywood Forever Cemetery in Los Angeles begraben.
Ihr Mann starb 1974.

## Filmografie
- 1914 Lepain, der König der Unschuldigen [Rolle: Turpil, Lepains Geliebte][10]
- 1915 Aschenbrödelchen, auch: Sein Kind aus erster Ehe [Rolle: Clarissa von Wartburg][11]
- 1918 Frauenehre (Kurzfilm)
- 1919 Die Ehrenreichs[12]
- 1919/20 Manolescus Memoiren, auch: Fürst Laho[va]ry; Der König der Diebe [Rolle: Leonie, Portierstochter][13]
- 1920: Lepain, 4. Teil [Rolle: Lepains Geliebte][14]
- 1920 Die 999. Nacht [Rolle: Dunyazadh][15]
- 1920 El Verdugo / Der Henker[16]
- 1921 Kämpfende Herzen [Rolle: Dienerin von Florence][17]
- 1921/22 Die Schiffbrüchigen
- 1922 Die große Lüge
- 1924 Wenn Männer schweigen [Rolle: Beatrix von Felsen]